# 澎湖千人塚
澎湖千人塚，正式名稱為混成枝隊陸軍軍人軍屬合葬之墓，是一座曾位於臺灣澎湖縣馬公市的一座紀念碑，以紀念1895年澎湖之役期間殉難日本士兵而設立，該碑現已不存，位於今日馬公中學校址。

## 沿革
1895年，清朝大臣李鴻章與日本首相伊藤博文在日本赤馬關馬關港（今下關港）第二次和談時，日本不願將臺灣澎湖納入停戰範圍，第三次會談時日相伊藤博文才正式將日軍攻打澎湖之事告知李鴻章。隨後，伊藤於1月13日下令伊東祐亨準備攻澎。並於2月初以以後備步兵第一聯隊為基幹，組成進攻澎湖的「比志島混成支隊」共出兵5000人，隨後於3月突襲後，佔領控制澎湖群島，於3月26日設置「澎湖列島行政廳」。
在此期間，由於多數軍人因水土不服、當地衛生條件不佳等情況下感染瘧疾，死亡人數遽增病歿者972人，或根據該年6月25日期間的死亡者被推估共有1,248人與1,591人等數字，隨後因紀念殉難日本士兵，千人塚隨後於1895年6月3日動工，同月29日完工，本里耆老有稱該葬地稱「七星穴」。
1941年6月14日，臺灣總督府依照〈史蹟名勝天然紀念物保存法〉，將澎湖千人塚指定為國家級史蹟。
戰後，該紀念碑一度更名為「光復紀念碑」，1962年7月，澎湖縣縣府將千人塚一帶地區改名為中興崗（現中興里），後因澎湖縣立馬公國民中學建校後，千人塚遺址因而拆除。2008年，在馬公國中旁的澎湖二村進行進行眷村拆除工程時，意外挖掘到獻納殘碑基座，該碑刻有明治三年十一月、奉納者近藤商會、麒麟株式會社等字樣。後經確認，則為澎湖二村村長鄭鵬以推車將遺址基座運回作為菜田遮風石牆使用。澎湖縣政府文化局隨後派員搬運該基座。

## 設計
千人塚由是由支隊長設計，但支隊在墓塚動工前奉令移防台灣，故由留守的中隊辦理興建。墓園更約有一萬多坪，墓園大門正對馬公市區，中央偏東處設有紀念塔，塔正面刻有支隊長所題的「混成枝隊陸軍軍人軍屬合葬之墓」字樣。墓園內共規劃共有七座合葬土墓，一穴共合葬數人。
其中，1號墓塚共204人、2號墓塚78人、3號墓塚78人、4號墓塚68人、5號墓塚181人、6號墓塚181人、7號墓塚40人。

## 另見
- 基隆日本近衛師團古蹟暨歷史建築群
- 軍艦松島殉難將兵慰靈碑
- 澎湖法軍殉職紀念碑

## 外部連結
- 千人塚 - 澎湖知識服務平台 （页面存档备份，存于）
- 千人塚  - 國立臺灣歷史博物館 （页面存档备份，存于）